# Lee Bum-suk
Lee Bum-suk (kor. 이범석, ur. 14 września 1925 – zm. 9 października 1983 w Rangunie, zmienionej latynizacji I Beom-seok) były minister spraw zagranicznych  Korei Południowej od 1982 r. aż do śmierci. Był wśród ofiar zamachu bombowego w Rangunie w 1983 roku.
Ukończył studia na Korea University w 1946 roku. W 1961 roku uczęszczał na University of Maryland, College Park i George Washington University w 1963 roku.
Pracował jako szef koreańskiego Czerwonego Krzyża. W 1961 r. został szefem pionu kontaktów z organizacjami międzynarodowymi, koreańskiego Ministerstwa Spraw Zagranicznych, i nadal służył jako asystent ambasadora w ONZ i Stanach Zjednoczonych, szef protokołów, ambasador w Tunezji, wiceprezes Koreańskiego Czerwonego Krzyża, szef komitetu Czerwonego Krzyża do spraw relacji Korei Północ-Południe, ambasador w Indiach, szef Centrum Zjednoczenia, Sekretarz Generalny Komitetu do pokojowego zjednoczenia Policies, i szef kancelarii prezydenta zanim został ministrem spraw zagranicznych w 1983 roku. Zginął podczas zamachu na prezydenta Chun Doo-hwana w stolicy Birmy, Rangunie.